# United States Bullion Depository
El United States Bullion Depository, comúnmente conocido como Fort Knox, es un edificio-fortaleza, altamente protegido y asegurado, ubicado junto a la base militar Fort Knox, en el estado de Kentucky, Estados Unidos. Operado por el Departamento del Tesoro de los Estados Unidos y protegido por la United States Mint Police, que alberga una parte significativa de las reservas oficiales de oro del país.

## Historia
En agosto de 1935, el Congreso aprobó la transferencia del terreno desde la base militar al Tesoro para construir el depósito. El edificio se completó en diciembre de 1936, con un coste aproximado de $560 000 dólares estadounidenses. El primer envío masivo de oro se realizó entre el 11 de enero y el 17 de junio de 1937, supervisado por el Departamento de Correos, con escolta militar y trenes blindados. Ese primer envío representó casi el 45 % de las reservas totales del país en ese momento. Una segunda fase de traslados se completó en 1941.
Durante la Segunda Guerra Mundial, la instalación almacenó documentos históricos originales como la Constitución y la Declaración de Independencia, copias autografiadas del Discurso de Gettysburg de Lincoln, una Biblia de Gutenberg, como medida de protección. Los documentos fueron devueltos a la Biblioteca del Congreso entre 1944 y 1946.
En 1988, el edificio fue incluido en el Registro Nacional de Lugares Históricos por su significación económica e histórica, así como por su estatus icónico en la cultura popular estadounidense.

## Construcción y seguridad
El edificio mide aproximadamente 105 × 121 pies y se alza unos 42 pies sobre el nivel del suelo. Fue construido con unos 16 500 ft³ de granito (proveniente de Carolina del Norte), 4 200 yd³ de hormigón, 750 toneladas de acero estructural y 670 toneladas de acero de refuerzo.
La bóveda subterránea está formada por placas de acero, vigas en I y cilindros metálicos envueltos en hormigón. La puerta de acero y concreto tiene un grosor de 21 pulgadas, pesa cerca de 20 toneladas y está protegida por un mecanismo de cerradura de tiempo de 100 horas. Abrirla requiere que varios miembros del personal ingresen combinaciones separadas—ninguno de ellos conoce la combinación completa.
El perímetro exterior está rodeado por alambre de púas, cámaras de vídeo de alta resolución con visión nocturna, micrófonos, cercas y torres de guardia custodiadas por la Mint Police. El acceso público está estrictamente prohibido; solo ha sido permitido en tres ocasiones: una visita de periodistas y legisladores en 1974, la del Secretario del Tesoro Steven Mnuchin en 2017 y otra visita histórica previa.

## Reservas de oro
Al 31 de julio de 2020, Fort Knox almacenaba 147,341,858 onzas troy de oro, aproximadamente el 56 % del total de las reservas federales de Estados Unidos. Esto equivale a unas 4.580 toneladas métricas de oro físico.
Las barras estándar miden cerca de 7 pulgadas × 3 ⅝ pulgadas × 1 ¾ pulgadas y pesan alrededor de 400 onzas (~27,5 lb). Las barras acuñadas tienen al menos 99,5 % de pureza, mientras que las barras de moneda mantienen la pureza del metal original (~90 %).
Solo se han extraído pequeñas cantidades de oro para pruebas de pureza rutinarias; no ha habido transferencias significativas de entrada o salida en décadas.

## Cultura popular
La expresión «tan seguro como Fort Knox» se ha convertido en sinónimo de máxima seguridad. El depósito ha aparecido en numerosas series y películas, destacando la película de James Bond Goldfinger (1964) y la comedia Stripes (1981), además de caricaturas como Looney Tunes, protagonizadas por Bugs Bunny y Yosemite Sam, que escarban en busca del oro.